# Grand Belial’s Key
Grand Belial’s Key (GBK) — блэк-метал группа из Оуктона, штат Вирджиния, созданная в 1992 году гитаристом Gelal Necrosodomy и вокалистом Lord Vlad Luciferian. Lord Vlad Luciferian позже был исключён из группы из-за внутренних разногласий. Группа относится к NSBM, но лейбл заявил, что её тексты просто «антиеврейские/христианские и/или антирелигиозные». Однако Gelal Necrosodomy заявил, что «блэк-метал для меня — это язычество, а язычество — это неофашизм, а неофашизм — это антихристианство, а антихристианство — это блэк-метал. Это круг, который нельзя изменить, потому что все идеально вписывается в него».

## История

### Ранняя история (1992—1996)
Группа начала свою деятельность в 1992 году с Gelal’ом на гитарах, бас-гитаре и клавишных, и Bestial Luciferian на барабанах и вокале. К концу года они записали своё дебютное демо, Goat of a Thousand Young. В следующем году они сыграли свой первый концерт с Kommando (Arghoslent) на басу и Томом Филипсом (While Heaven Wept) на клавишных в качестве гостей. После концерта Gelal покинул группу из-за своей неприязни к Bestial Luciferian. Вскоре группа распалась, но Bestial Luciferian (ныне Lord Vlad Luciferian) попытался возродить GBK, приведя с собой Demonic в качестве басиста. Том Филипс должен был заменить Gelal’a после того, как Demonic убедил его вернуться. В таком составе группа записала демо Triumph of the Ords в 1994 году.
После выпуска демо Gelal и Demonic узнали, что Lord Vlad Luciferian добавил женские голоса в одну из песен без спроса, и что он испортил сделки с несколькими звукозаписывающими компаниями. Gelal, теперь ещё более разгневанный на Lord Vlad Luciferian, уволил его из группы. После этого Demonic покинул группу из-за нехватки времени, поэтому Gelal попросил The Marauder (гитариста Arghoslent) сыграть на басу и нанял The Black Lourde of Crucifixion на барабанщика/вокалиста (Cazz Grant из Crucifier). В новом составе группа записала EP A Witness to the Regicide в 1996 году.

### Mocking the Philanthropist(1997—2000)
Следующий полноформатный альбом сделал GBK одним из самых противоречивых андеграундных блэк-металлических коллективов в Соединённых Штатах. Басист Der Stürmer заменил The Marauder, и новый состав записал пластинку Mocking the Philanthropist на бельгийском лейбле звукозаписи Wood-Nymph. Буклет компакт-диска содержал фотографии группы в футболках ультраправых групп (Bound for Glory и Spear of Longinus), что привело к отмене концертов и другим проблемам. За свои первые девять лет GBK отыграла всего девять концертов. Альбому было отказано в распространении на территории Германии из-за якобы оскорбительного буклета. Wood-Nymph отказались печатать новый буклет, и в результате лейбл закрылся из-за плохого распространения альбома. Позже диск был переиздан Morbidund Cult и Drakkar Productions в 2004 и 2006 годах соответственно.

### Judeobeast Assassination и Kosherat (2001—2005)
Продолжением Mocking the Philanthropist стал альбом Judeobeast Assassination, выпущенный в 2001 году. Тексты песен альбома были сосредоточены на неразрывности иудаизма и христианства, высмеивая как Новый Завет, так и Ветхий Завет (в отличие от Mocking the Philanthropist, который сосредоточился только на Новом Завете). Тексты песен были гораздо более провокационными и сексуально извращёнными, чем те, что были в предыдущем альбоме. Музыка в альбоме имела более тяжёлый микс басов и более плотный звук, что было относительно необычно для блэк-метала. Альбом был почти на двадцать минут короче, чтобы поместиться на виниле.
В 2002 году The Black Lourde of Crucifixion покинул GBK, чтобы больше сосредоточиться на Crucifier, и он не был заинтересован в гастролях по Европе. В составе для «Pimps of Gennesarret Tour» был Grimnir Wotansvolk на вокале, Gelal Necrosodomy на гитаре, Demonic на басу и Gulag на барабанах; этим же составом был записан альбом Kosherat в 2005 году. Kosherat был выпущен в 2005 году на Drakkar Productions и станет последним альбомом группы до их распада. В центре внимания альбома был дохристианский иудаизм, высмеивающий такие ритуалы, как Рыжая телица и обрезание мужчин. Альбом также включал три перезаписанных трека с их виниловых EP, а также два кавера на группу Chaos 88.

### Нынешняя история (2006 — н.в.)
Вокалист Grimnir Wotansvolk умер в 2006 году от передозировки наркотиков. Он был владельцем NSBM лейбла Vinland Winds. Он выпускал на виниловых пластинках альбом Pantheon — Ergriffenheit, а также пластинки групп Spear of Longinus и Graveland. Последним релизом лейбла был эксклюзивный американский релиз российской ультраправой трэш-метал-группы Коррозия металла в 2008 году. В том же году последние записи GBK были выпущены как сплит-альбом с Absurd и Sigrblot; треки были записаны во время той же сессии, что и альбом Kosherat, и были «запланированы исключительно для этого сплита».
Группа снова стала активной с 2009 года. В декабре 2009 года они сыграли на Chicago’s Hooligan Black Metal show вместе с Heathen Hammer, Martial и Absurd. Группа также выступила на Hell’s Headbash III в сентябре 2016 года.

## Участники

### Нынешний состав
- Alexander «Gelal Necrosodomy» Halac — гитары (1992—1993, 1993—2006, 2009-н.в.), бас (1992—1993), клавишные (1992, 1994)
- Demonic — бас (1994—1995, 2001—2006, 2009-н.в.), клавишные (1994)
- Ulfhedinn — ударные (2009-н.в.)
- Sven «Unhold» Zimper — вокал (2016-н.в., на концертах 2009—2010)

### Бывшие участники
- Valério «Lord Vlad Luciferian» Costa — ударные, вокал (1992—1993, 1993—1994)
- Richard «Grimnir Wotansvolk» Mills — вокал (2003—2006) †
- Nick «The Marauder» Mertaugh — бас (1995—1996), гитара (2002)
- The Gulag — ударные (2003—2006)
- Der Sturmer — бас (1996—2001)
- Cameron Sproul «Black Lourde of Crucifixion» Grant III — ударные, вокал (1995—2003)
- Lilith — клавишные (1995—2005)

### Концертные участники
- Thom «Kommando» Huff — бас (1992—1993, 2001)
- Tom «The Invocator of Eternal Weeping» Phillips — клавишные (1992—1993, 1995)

## Дискография
- Goat of a Thousand Young (1992) — демо
- Triumph of the Hordes (1994) — демо
- A Witness to the Regicide (1996) — EP
- Mocking the Philanthropist (1997)
- The Tricifixion of Swine (2000) — EP
- Castrate the Redeemer (2001) — сборник
- Satan Is Metal’s Master / Sperm of the Antichrist (2001) — сплит с Nunslaughter
- Hobo of Aramaic Tongues / Le Royaume Maudit (2003) — сплит с Chemin de Haine
- Kosherat (2005)
- On a Mule Rides the Swindler (2005)
- Weltenfeind (2008) — сплит с Absurd и Sigrblot
- Kohanic Charmers (2022)